# Anne de Mowbray
Pour les articles homonymes, voir Mowbray.
Titres
Duchesse d'York
15 janvier 1478 – 19 novembre 1481
(3 ans, 10 mois et 4 jours)
Duchesse de Norfolk
15 janvier 1478 – 19 novembre 1481
(3 ans, 10 mois et 4 jours)
Comtesse de Nottingham
15 janvier 1478 – 19 novembre 1481
(3 ans, 10 mois et 4 jours)
Comtesse de Surrey
15 janvier 1478 – 19 novembre 1481
(3 ans, 10 mois et 4 jours)
Comtesse de Norfolk
14 janvier 1476 – 19 novembre 1481
(5 ans, 10 mois et 5 jours)
Baronne Mowbray et Segrave (en)
14 janvier 1476 – 19 novembre 1481
(5 ans, 10 mois et 5 jours)
Anne de Mowbray, 8e comtesse de Norfolk, puis duchesse d'York et duchesse de Norfolk, née le 10 décembre 1472 à Suffolk et morte le 19 novembre 1481, à l'âge de huit ans, à Greenwich, est une aristocrate anglaise, épouse de Richard de Shrewsbury, duc d'York.

## Biographie

### Héritière
Anne de Mowbray naît au château de Framlingham le 10 décembre 1472. Elle est l'unique enfant survivante de John de Mowbray, 4e duc de Norfolk et d'Elizabeth Talbot. Ses grands-parents maternels sont John Talbot, 1er comte de Shrewsbury et sa seconde femme Marguerite de Beauchamp. La mort de son père en 1476 fait d'Anne de Mowbray une riche héritière, et la consacre comtesse de Norfolk.

### Mariage
Le 15 janvier 1478, Anne de Mowbray est mariée à Richard de Shrewsbury, 1er duc d'York, et sixième enfant, alors âgé de quatre ans, du roi Édouard IV et de la reine Élisabeth Woodville. Le mariage est célébré à la chapelle Saint-Stéphane de l'abbaye de Westminster. 

### Mort et héritiers
Anne de Mowbray meurt à Greenwich, près de Londres, le 19 novembre 1481 à l'âge de huit ans, deux ans avant que son époux ne disparaisse dans la tour de Londres, avec son frère aîné Édouard V.
À la mort d'Anne de Mowbray, ce sont normalement ses cousins William de Berkeley et John Howard qui doivent hériter de ses biens et de ses titres, mais un acte parlementaire de janvier 1483 décide que les droits de successions reviennent à son époux Richard de Shrewsbury, avec droit de réversion à sa descendance ou, si nécessaire, à la descendance de son père le roi Édouard IV d'Angleterre . 
Richard III, frère d'Édouard IV, s'empare du trône le 26 juin 1483, au détriment de ses neveux Édouard V et Richard de Shrewsbury qui sont emprisonnés à la tour de Londres. Soutien de Richard III, John Howard est fait duc de Norfolk le 28 juin 1483.

### Inhumation
Anne de Mowbray est inhumée dans le caveau principal de la chapelle Érasme de Formia de l'abbaye de Westminster . Lorsque la chapelle est démolie en 1502, afin de faire de la place à la chapelle Henri VII, le cercueil d'Anne de Mowbray est transféré dans un caveau situé sous l'abbaye de Minoresses, appartenant à l'Ordre des pauvres dames. Il est ensuite devenu introuvable.
Finalement, en décembre 1964, à l'occasion de travaux dans ce qui est devenu le quartier de Stepney, son cercueil est accidentellement découvert. Sa dépouille, ses cheveux roux et son crâne étant toujours enveloppés d'un linceul, est alors analysée par des scientifiques, authentifiée, et à nouveau inhumée en mai 1965 à l'abbaye de Westminster où repose également les restes supposés de son époux Richard de Shrewsbury .